# Dmitrij Kulikow
Dmitrij Władimirowicz Kulikow, ros. Дмитрий Владимирович Куликов (ur. 29 października 1990 w Lipiecku) – rosyjski hokeista, reprezentant Rosji.

## Kariera klubowa
- Łokomotiw 2 Jarosław (2007-2008)
- Drummondville Voltigeurs (2008-2009)
- Florida Panthers (2009-2016)
  -  Łokomotiw Jarosław (2012-2013)
- Buffalo Sabres (2016-2017)
- Winnipeg Jets (2017-2021)
- New Jersey Devils (2020-2021)
- Edmonton Oilers (2021)
- Minnesota Wild (2021-2022)
- Anaheim Ducks (2022-2023)
- Pittsburgh Penguins (2023-)

Wychowanek klubu Rus Moskwa. Od września 2009 zawodnik Florida Panthers. Od września 2012 do stycznia 2013 roku na okres lokautu w sezonie NHL (2012/2013) związany kontraktem z klubem Łokomotiw Jarosław. W styczniu 2013 roku podpisał nowy, dwuletni kontrakt z Florida Panthers. W lipcu 2014 przedłużył kontrakt o trzy lata. Od czerwca 2016 zawodnik Buffalo Sabres. Od lipca 2017 zawodnik Winnipeg Jets, związany dwuletnim kontraktem. W październiku 2020 przeszedł do New Jersey Devils. Stamtąd w kwietniu 2021 został przekazany do Edmonton Oilers. Pod koniec lipca 2021 ogłoszono jego transfer do Minnesota Wild, gdzie podpisał dwuletni kontrakt. W sierpniu 2022 przeszedł do Anaheim Ducks. W marcu 2023 został zaangażowany przez Pittsburgh Penguins.

## Kariera reprezentacyjna
Został reprezentantem Rosji. Występował w kadrach juniorskich na turniejach mistrzostw świata do lat 18 w 2007, 2008, mistrzostw świata do lat 20 w 2010. W seniorskiej kadrze uczestniczył w turniejach mistrzostw świata 2010, 2011, 2015, Pucharu Świata 2016.

## Sukcesy
Reprezentacyjne
- Złoty medal mistrzostw świata juniorów do lat 18: 2007
- Srebrny medal mistrzostw świata juniorów do lat 18: 2008
- Brązowy medal mistrzostw świata juniorów do lat 20: 2009
- Srebrny medal mistrzostw świata: 2010, 2015

Klubowe
- Coupe du Président - mistrzostwo QMJHL: 2009 z Drummondville Voltigeurs

Indywidualne
- QMJHL i CHL 2008/2009:
  - Pierwsze miejsce w klasyfikacji asystentów wśród obrońców QMJHL: 50 asyst
  - Pierwsze miejsce w klasyfikacji asystentów wśród pierwszoroczniaków QMJHL: 50 asyst
  - Emile Bouchard Trophy - najlepszy obrońca QMJHL
  - Raymond Lagacé Trophy - najlepszy defensywny pierwszoroczniak QMJHL
  - Skład gwiazd pierwszoroczniaków QMJHL
  - Pierwszy skład gwiazd QMJHL
  - Mike Bossy Trophy - najlepiej zapowiadający się profesjonalista QMJHL
  - Coupe RDS – najlepszy pierwszoroczniak sezonu QMJHL
  - Skład gwiazd pierwszoroczniaków CHL
  - Drugi skład gwiazd CHL
  - CHL Top Prospects Game